# Rhyming slang
 (octobre 2007).
Si vous disposez d'ouvrages ou d'articles de référence ou si vous connaissez des sites web de qualité traitant du thème abordé ici, merci de compléter l'article en donnant les références utiles à sa vérifiabilité et en les liant à la section « Notes et références ».
Le rhyming slang (« argot rimé », « argot à rimes ») est une forme très spéciale d'argot propre à l'anglais  consistant à remplacer un mot par un autre, avec lequel il rime. Datant du début du XIXe siècle, il est originaire de l'est de Londres, d'où l'appellation de Cockney rhyming slang. 

## Exemples simples
- to believe (croire) devient to adam and eve (Adam et Ève).
- suit (costume) devient whistle and flute (sifflet et flûte).

## Exemples complexes
On remplace un mot par une expression ou un nom propre avec lequel il rime, pour ne garder que la première partie de l'expression ou du nom propre, ce qui ne rime donc plus avec le mot remplacé. 
- the kids (les gosses) devient d'abord the dustbin lids (les couvercles de poubelles) puis the dustbins (les poubelles)
- the beers (les bières) devient d'abord the Britney Spears (les Britney Spears) puis the Britneys (les Britneys).
- the flares (les pantalons à pattes d'éléphant) devient d'abord the Tony Blairs (les Tony Blair) puis the Tonys (les Tonys).
- the stairs (les escaliers) devient d'abord apples and pears (pommes et poires) avant de devenir seulement apples.
- Let's have a look (jetons un coup d'œil) devient Let's have a butcher's hook (une esse de boucher) avant de devenir seulement Let's have a butcher's.

Cette forme plus complexe est, contrairement au verlan en français, presque impossible à comprendre pour quelqu'un qui ne connaît pas l'expression à la base. Pour un étranger, il s'agit d'un véritable casse-tête.